# سيلدوفيا
سيلدوفيا (بالإنجليزية: Seldovia, Alaska) هي مدينة تقع في ولاية ألاسكا في الولايات المتحدة. تبلغ مساحة هذه المدينة 1.5 (كم²)، وترتفع عن سطح البحر 16 م، بلغ عدد سكانها 255 نسمة في عام 2010 حسب إحصاء مكتب تعداد الولايات المتحدة.

## التركيبة السكانية
حدّد مكتب تعداد الولايات المتحدة بيانات التركيبة السكانية لسيلدوفيا في تعداد الولايات المتحدة. في ما يلي، التركيبة السكانية حسب تعدادي 2000 و2010.

### تعداد عام 2000
بلغ عدد سكان سيلدوفيا 286 نسمة بحسب تعداد عام 2000، وبلغ عدد الأسر 134 أسرة وعدد العائلات 71 عائلة مقيمة في المدينة. في حين سجلت الكثافة السكانية 201.4 نسمة لكل كيلومتر مربع (521.6/ميل2). وبلغ عدد الوحدات السكنية 232 وحدة بمتوسط كثافة قدره 163.4 لكل كيلومتر مربع (423.2/ميل2).
وتوزع التركيب العرقي للمدينة بنسبة 73.43% من البيض و1.05% من الأمريكيين الأفارقة و17.48% من الأمريكيين الأصليين و0.70% من الأمريكيين ذوي الأصول الآسيوية و0.35% من سكان جزر المحيط الهادئ و0.35% من الأعراق الأخرى و6.64% من عرقين مختلطين أو أكثر و2.10% من الهسبانيون أو اللاتينيون من أي عرق.
بلغ عدد الأسر 134 أسرة كانت نسبة 25.4% منها لديها أطفال تحت سن الثامنة عشر تعيش معهم، وبلغت نسبة الأزواج القاطنين مع بعضهم البعض 44.8% من أصل المجموع الكلي للأسر، ونسبة 7.5% من الأسر كان لديها معيلات من الإناث دون وجود شريك، بينما كانت نسبة 0.7% من الأسر لديها معيلون من الذكور دون وجود شريكة وكانت نسبة 47% من غير العائلات. تألفت نسبة 40.3% من أصل جميع الأسر من عدة أفراد يعيشون في نفس المنزل ونسبة 10.4% كانت تتألف من شخص يعيش بمفرده يبلغ من العمر 65 عاماً أو أكثر. وبلغ متوسط حجم الأسرة المعيشية 2.13، أما متوسط حجم العائلات فبلغ 2.93.
بلغ العمر الوسطي للسكان 45.3 عاماً. وكانت نسبة 24.1% من القاطنين تحت سن الثامنة عشر، وكانت نسبة 4.5% بين الثامنة عشر والرابعة والعشرين عاماً، ونسبة 21% كانت واقعةً في الفئة العمرية ما بين الخامسة والعشرين والرابعة والأربعين عاماً، ونسبة 37.4% كانت ما بين الخامسة والأربعين والرابعة والستين، ونسبة 12.9% كانت ضمن فئة الخامسة والستين عاماً فما فوق. يوجد لكل 100 أنثى 102.8 ذكر، ويوجد لكل 100 أنثى في الثامنة عشر من عمرها فما فوق 110.7 ذكر.
بلغ متوسط دخل الأسرة في المدينة 45,313 دولارًا، أما متوسط دخل العائلة فبلغ 58,000 دولارًا. وكان متوسط دخل الذكور 41,250 دولارًا مقابل 33,750 دولارًا للإناث. وسجل دخل الفرد الخاص بالمدينة 23,669 دولارًا. وكانت نسبة 3% من العائلات ونسبة 7.9% من السكان تحت خط الفقر، وكان من هؤلاء نسبة 12.3% تحت سن الثامنة عشر ونسبة 3.4% في الخامسة والستين من العمر وما فوق.

### تعداد عام 2010
بلغ عدد سكان سيلدوفيا 255 نسمة بحسب تعداد عام 2010، وبلغ عدد الأسر 121 أسرة وعدد العائلات 66 عائلة مقيمة في المدينة. في حين سجلت الكثافة السكانية 179.6 نسمة لكل كيلومتر مربع (465.2/ميل2). وبلغ عدد الوحدات السكنية 218 وحدة بمتوسط كثافة قدره 153.5 لكل كيلومتر مربع (397.6/ميل2).
وتوزع التركيب العرقي للمدينة بنسبة 72.55% من البيض و1.18% من الأمريكيين الأفارقة و13.73% من الأمريكيين الأصليين و1.18% من الأمريكيين ذوي الأصول الآسيوية و11.37% من عرقين مختلطين أو أكثر و3.92% من الهسبانيون أو اللاتينيون من أي عرق.
بلغ عدد الأسر 121 أسرة كانت نسبة 24% منها لديها أطفال تحت سن الثامنة عشر تعيش معهم، وبلغت نسبة الأزواج القاطنين مع بعضهم البعض 44.6% من أصل المجموع الكلي للأسر، ونسبة 6.6% من الأسر كان لديها معيلات من الإناث دون وجود شريك، بينما كانت نسبة 3.3% من الأسر لديها معيلون من الذكور دون وجود شريكة وكانت نسبة 45.5% من غير العائلات. تألفت نسبة 35.5% من أصل جميع الأسر من عدة أفراد يعيشون في نفس المنزل ونسبة 12.4% كانت تتألف من شخص يعيش بمفرده يبلغ من العمر 65 عاماً أو أكثر. وبلغ متوسط حجم الأسرة المعيشية 2.11، أما متوسط حجم العائلات فبلغ 2.67.
بلغ العمر الوسطي للسكان 48.2 عاماً. وكانت نسبة 20% من القاطنين تحت سن الثامنة عشر، وكانت نسبة 3.5% بين الثامنة عشر والرابعة والعشرين عاماً، ونسبة 21.2% كانت واقعةً في الفئة العمرية ما بين الخامسة والعشرين والرابعة والأربعين عاماً، ونسبة 37.3% كانت ما بين الخامسة والأربعين والرابعة والستين، ونسبة 18% كانت ضمن فئة الخامسة والستين عاماً فما فوق. وتوزع التركيب الجنسي للسكان بنسبة 51% ذكور و49% إناث.

## وصلات خارجية
- Seldovia. Alaska
- Community Information نسخة محفوظة 24 فبراير 2014 على موقع واي باك مشين.